# Галлинари, Данило
Данило Галлинари (итал. Danilo Gallinari; род. 8 августа 1988 года в Сант-Анджело-Лодиджано, Ломбардия) — итальянский профессиональный баскетболист, в последнее время выступавший за клуб НБА «Милуоки Бакс». Является универсальным баскетболистом, способным сыграть на любой позиции, чаще всего играет как лёгкий форвард. Игрок национальной сборной Италии.

## Биография
Данило — сын известного баскетболиста Витторио Галлинари, чемпиона Евролиги 1987 года в составе клуба «Олимпия Милан», игравшего в одной команде с бывшим тренером «Лос Анджелес Лейкерс» Майком Д’Энтони. Данило пошёл по стопам отца и в 15 лет стал выступать за профессиональную баскетбольную команду города Казальпустерленго, игравшую в третьей лиге чемпионата Италии. В 2005 году Галлинари стал игроком клуба «Олимпия Милан», сыграл за команду матче Евролиги, и вскоре был отправлен для получения игровой практики в команду второй лиги, «Эдимес Павия». Хотя он пропустил половину сезона из-за травмы, Галлинари удалось стать основным игроком Эдимеса и завершить сезон с высокими показателями результативности: 14,3 очков, 3,4 подбора и 2 перехвата в среднем за игру.
В 2006 году Галлинари вернулся в Милан и стал играть в первом дивизионе Италии и международном Кубке УЛЕБ. В своём дебютном сезона за «Олимпию» он стал основным игроком команды, провёл 34 матча регулярного сезона, в среднем за игру набирая 10,9 очков, 4 подбора и 1,7 перехват. В 2007 году он был приглашён на матч всех звёзд и выиграл конкурс по трёхочковым броскам среди игроков итальянского чемпионата. Во втором сезоне Галлинари улучшил свою статистику: в 33 играх регулярного сезона он в среднем набирал 17,5 очков, делал 5,6 подборов и 2 перехвата. Также в сезоне 2007/2008 Галлинари хорошо показал себя в Евролиге. В 11 сыгранных матчах турнира он в среднем за игру набирал 14,9 очков (лучший показатель в команде), делал 4,2 подбора, 1,7 передачу и 1,5 перехват. Главные тренеры клубов, выступающих в Евролиге, присудили Галлинари приз «восходящей звезде» турнира.
После удачного сезона в Европе Галлинари объявил о своём желании выступать в НБА и 23 апреля 2008 года выставил свою кандидатуру на драфт. Контракт Данило с «Олимпией» имел пункт, по которому он мог быть расторгнут, если игрок пожелает выступать за профессиональную команду в Америке. На драфте НБА 2008 года Галлинари был выбран под шестым номером клубом «Нью-Йорк Никс», с которым подписал контракт на три года. Большую часть своего дебютного сезона в НБА Данило пропустил из-за травмы спины, появившись лишь в 28 играх регулярного сезона.
В начале сезона 2009/2010 Галлинари после нескольких игр вытеснил из стартовой пятёрки «Никс» Эла Харрингтона. 31 октября в игре против «Филадельфии» он установил личный рекорд результативности, набрав 30 очков и реализовав 8 трёхочковых бросков из 16.
22 февраля был отправлен в «Денвер Наггетс» как часть сделки по переходу в «Никс» Кармело Энтони. Осенью 2011 года, во время локаута в НБА, Галлинари выступал в Европе за «Милан».

### Лос-Анджелес Клипперс (2017—2019)
6 июля 2017 года права на игрока получила команда «Лос-Анджелес Клипперс», которая приняла участие в трехстороннем обмене с участием Галлинари. «Клипперс» отказались от Джамала Кроуфорда, Даймонда Стоуна, которые вместе с защищенным пиком первого раунда драфта 2018 года (через «Хьюстон») отправились в Атланту Хокс. Кроме того, «Клипперс» получили пик второго раунда драфта 2019 года от «Атланты» (через «Вашингтон»), который отдали в «Денвер». 19 октября 2017 года игрок дебютировал в составе нового клуба в матче против «Лос-Анджелес Лейкерс, набрал 11 очков, а команда победила с итоговым счётом 108–92.

### Оклахома-Сити Тандер (2019—2020)
10 июля 2019 года «Клипперс» обменяли Галлинари, Шея Гилджеса-Александра, пять драфт-пиков первого раунда и права на обмен двух других драфт-пиков первого раунда в «Оклахома-Сити Тандер» на Пола Джорджа.

### Атланта Хокс (2020—2022)
24 ноября 2020 года Галлинари перешел в «Атланта Хокс» в обмен на выбор во втором раунде драфта 2025 года в рамках сделки сайн-энд-трейд и подписал трехлетний контракт с новым клубом. По информации Эдриана Воджнаровски, новый контракт Галлинари стал самым дорогим многолетним контрактом в истории НБА для игрока, которому 30+ лет и у которого нет Матчей всех звезд в резюме.

### Бостон Селтикс (2022—2023)
30 июня 2022 года Галлинари был обменян в «Сан-Антонио Спёрс» на Деджонта Мюррея и Джока Лэндейла. 8 июля Галлинари был отчислен «Сперс».
12 июля 2022 года Галлинари подписал двухлетний контракт с «Бостон Селтикс».
Во время матча квалификации чемпионата мира-2023 против сборной Грузии Данило Галлинари получил разрыв передней крестообразной связки левого колена, в результате чего с пропустил весь сезон 2022/2023 и не сыграл за «Бостон» ни в одном матче.

### Вашингтон Уизардс (2023—2024)
23 июня 2023 года «Бостон Селтикс» обменяли Галлинари в «Вашингтон Уизардс» в результате трёхстороннего обмена, в ходе которого Маркус Смарт отправился в «Мемфис Гриззлис», Кристапс Порзингис отправился в «Бостон Селтикс», а Тайс Джонс в «Вашингтон». Также «Бостон» получил 25-й выбор на драфте НБА 2023 года и выбор в первом раунде драфта 2024 года команды «Голден Стэйт Уорриорз», а «Вашингтон» получил Майка Мускала и 35-й выбор на драфте НБА 2023 года.

### Детройт Пистонс» (2024)
14 января 2024 года Галлинари был обменён в «Детройт Пистонс» вместе с Майком Мускалой в обмен на Марвина Багли, Айзея Ливерса и будущие предложения по драфту. 9 февраля он был отчислен «Пистонс».

### Милуоки Бакс (2024)
16 февраля 2024 года стало известно, что Галлинари подписал контракт с «Милуоки Бакс».

### Вакерос де Баямон (2025—настоящее время)
22 января 2025 года Галлинари подписал контракт с «Вакерос де Баямон» из Пуэрто-Рико. 12 августа 2025 года он привел «Вакерос» к их 17-му титулу и заработал награду MVP финала.

### Выступления за национальную сборную

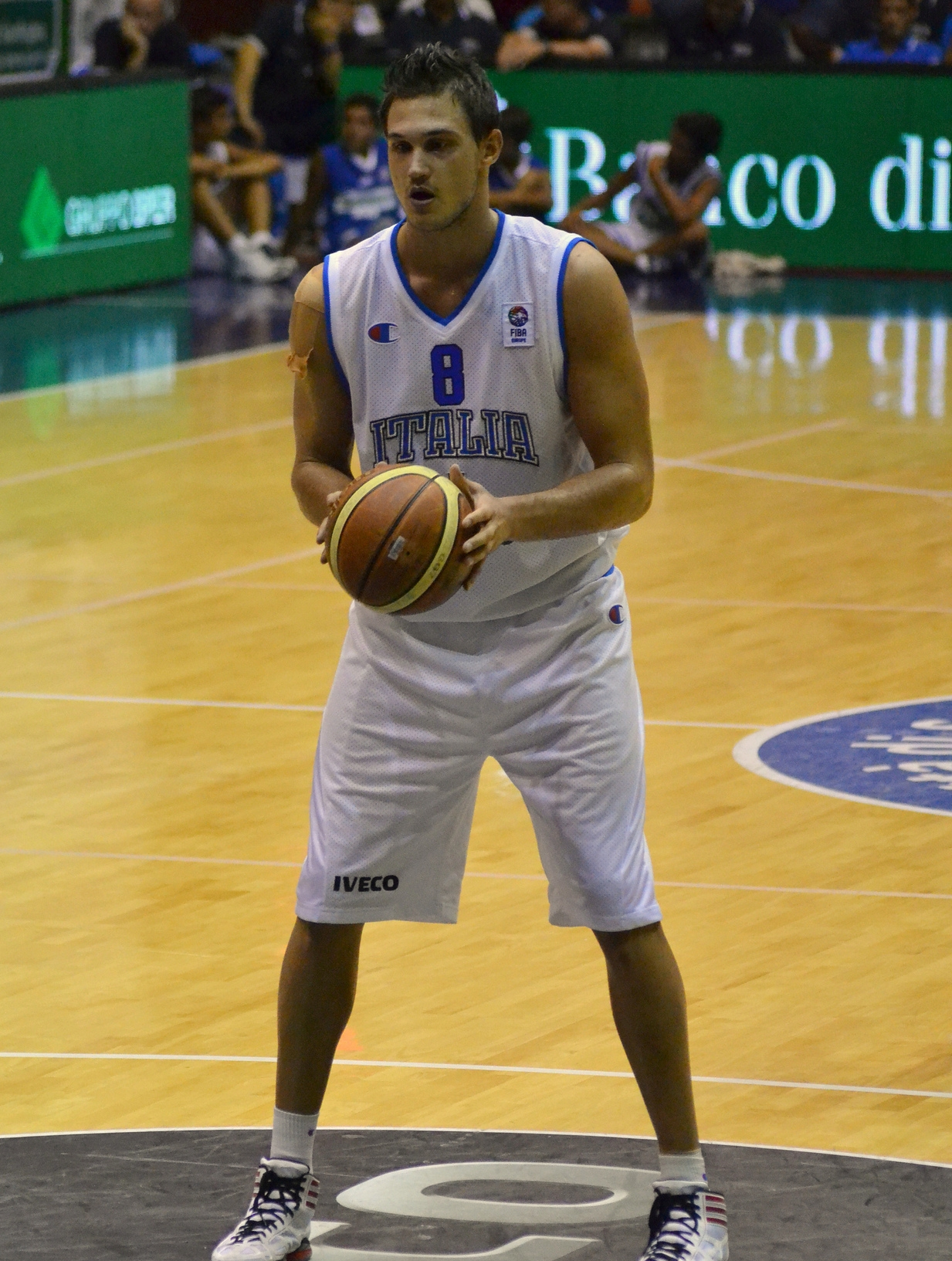
Галлинари в составе сборной Италии в 2012 году

Галлинари играл на чемпионате Европы ФИБА 2004 года среди игроков до 16 лет и завоевал бронзовую медаль на чемпионате Европы ФИБА 2005 года среди игроков до 18 лет. Позже он был включён в состав сборной для участия в Евробаскете-2007, но был вынужден сняться с турнира из-за травмы, полученной во время подготовки к турниру. 
Последующие травмы также помешали ему участвовать в отборочных матчах чемпионата Европы 2009 года.
29 июля 2011 года он вернулся в сборную после четырехлетнего отсутствия в победе над Северной Македонией на Трофео Джанатти в Бормио. В финале турнира он набрал 20 очков и помог Италии обыграть сборную Болгарии.
Впоследствии он принял участие в чемпионате Европы 2011 года в Литве.
В 2015 году он выступал за сборную Италии на чемпионате Европы. Команда дошла до четвертьфинала, где уступила Литве.
В 2016 году Галлинари участвовал в отборочном турнире в Турине к Олимпиаде в Рио-де-Жанейро, но 9 июля в финале команда уступила сборной Хорватии.
30 июля 2017 года во время товарищеского матча в рамках подготовки к Евробаскету-2017 против Нидерландов Галлинари ответил на удар локтем в лицо соперника Хито Кока, нанеся ему удар кулаком в лицо. Он был удален с поля и получил перелом первой пястной кости правой руки, из-за чего пропустил континентальный турнир.
В 2024 году тренер Джанмарко Поццекко вызвал его на первый тренировочный сбор в рамках подготовки к предолимпийскому турниру.
16 августа 2025 года Галлинари заявил, что завершит карьеру в сборной Италии после Евробаскета-2025. 

## Статистика

### Статистика в НБА
| Сезон   | Команда       | Регулярный сезон | Регулярный сезон | Регулярный сезон | Регулярный сезон | Регулярный сезон | Регулярный сезон | Регулярный сезон | Регулярный сезон | Регулярный сезон | Регулярный сезон | Регулярный сезон | Серия плей-офф | Серия плей-офф | Серия плей-офф | Серия плей-офф | Серия плей-офф | Серия плей-офф | Серия плей-офф | Серия плей-офф | Серия плей-офф | Серия плей-офф | Серия плей-офф |
| Сезон   | Команда       | GP               | GS               | MPG              | FG%              | 3P%              | FT%              | RPG              | APG              | SPG              | BPG              | PPG              | GP             | GS             | MPG            | FG%            | 3P%            | FT%            | RPG            | APG            | SPG            | BPG            | PPG            |
| ------- | ------------- | ---------------- | ---------------- | ---------------- | ---------------- | ---------------- | ---------------- | ---------------- | ---------------- | ---------------- | ---------------- | ---------------- | -------------- | -------------- | -------------- | -------------- | -------------- | -------------- | -------------- | -------------- | -------------- | -------------- | -------------- |
| 2008/09 | Нью-Йорк      | 28               | 2                | 14,7             | 44,8             | 44,4             | 96,3             | 2,0              | 0,5              | 0,5              | 0,1              | 6,1              | Не участвовал  | Не участвовал  | Не участвовал  | Не участвовал  | Не участвовал  | Не участвовал  | Не участвовал  | Не участвовал  | Не участвовал  | Не участвовал  | Не участвовал  |
| 2009/10 | Нью-Йорк      | 81               | 74               | 33,9             | 42,3             | 38,1             | 81,8             | 4,9              | 1,7              | 0,9              | 0,7              | 15,1             | Не участвовал  | Не участвовал  | Не участвовал  | Не участвовал  | Не участвовал  | Не участвовал  | Не участвовал  | Не участвовал  | Не участвовал  | Не участвовал  | Не участвовал  |
| 2010/11 | Нью-Йорк      | 48               | 48               | 34,8             | 41,5             | 34,7             | 89,3             | 4,8              | 1,7              | 0,8              | 0,4              | 15,9             | Не участвовал  | Не участвовал  | Не участвовал  | Не участвовал  | Не участвовал  | Не участвовал  | Не участвовал  | Не участвовал  | Не участвовал  | Не участвовал  | Не участвовал  |
| 2010/11 | Денвер        | 14               | 12               | 30,9             | 41,2             | 37,0             | 77,2             | 5,4              | 1,6              | 0,9              | 0,6              | 14,7             | 5              | 5              | 29,5           | 43,2           | 46,7           | 71,4           | 3,4            | 2,0            | 0,8            | 0,0            | 12,0           |
| 2011/12 | Денвер        | 43               | 40               | 31,4             | 41,4             | 32,8             | 87,1             | 4,7              | 2,7              | 1,0              | 0,5              | 14,6             | 7              | 7              | 31,6           | 36,2           | 17,4           | 91,7           | 5,1            | 2,4            | 0,7            | 0,6            | 13,4           |
| 2012/13 | Денвер        | 71               | 71               | 32,5             | 41,8             | 37,3             | 82,2             | 5,2              | 2,5              | 0,9              | 0,5              | 16,2             | Не участвовал  | Не участвовал  | Не участвовал  | Не участвовал  | Не участвовал  | Не участвовал  | Не участвовал  | Не участвовал  | Не участвовал  | Не участвовал  | Не участвовал  |
| 2014/15 | Денвер        | 59               | 27               | 24,2             | 40,1             | 35,5             | 89,5             | 3,7              | 1,4              | 0,8              | 0,3              | 12,4             | Не участвовал  | Не участвовал  | Не участвовал  | Не участвовал  | Не участвовал  | Не участвовал  | Не участвовал  | Не участвовал  | Не участвовал  | Не участвовал  | Не участвовал  |
| 2015/16 | Денвер        | 53               | 53               | 34,7             | 41,0             | 36,4             | 86,8             | 5,3              | 2,5              | 0,8              | 0,4              | 19,5             | Не участвовал  | Не участвовал  | Не участвовал  | Не участвовал  | Не участвовал  | Не участвовал  | Не участвовал  | Не участвовал  | Не участвовал  | Не участвовал  | Не участвовал  |
| 2016/17 | Денвер        | 63               | 63               | 33,9             | 44,7             | 38,9             | 90,2             | 5,2              | 2,1              | 0,6              | 0,2              | 18,2             | Не участвовал  | Не участвовал  | Не участвовал  | Не участвовал  | Не участвовал  | Не участвовал  | Не участвовал  | Не участвовал  | Не участвовал  | Не участвовал  | Не участвовал  |
| 2017/18 | Клипперс      | 21               | 21               | 32,0             | 39,8             | 32,4             | 93,1             | 4,8              | 2,0              | 0,6              | 0,5              | 15,3             | Не участвовал  | Не участвовал  | Не участвовал  | Не участвовал  | Не участвовал  | Не участвовал  | Не участвовал  | Не участвовал  | Не участвовал  | Не участвовал  | Не участвовал  |
| 2018/19 | Клипперс      | 68               | 68               | 30,3             | 46,3             | 43,3             | 90,4             | 6,1              | 2,6              | 0,7              | 0,3              | 19,8             | 6              | 6              | 33,6           | 35,1           | 30,2           | 84,8           | 6,2            | 2,7            | 1,3            | 0,2            | 19,8           |
| 2019/20 | Оклахома-Сити | 62               | 62               | 29,6             | 43,8             | 40,5             | 89,3             | 5,2              | 1,9              | 0,7              | 0,1              | 18,7             | 7              | 7              | 30,3           | 40,5           | 32,4           | 96,7           | 5,4            | 1,0            | 0,7            | 0,1            | 15,0           |
| 2020/21 | Атланта       | 51               | 4                | 24,0             | 43,4             | 40,6             | 92,5             | 4,1              | 1,5              | 0,6              | 0,2              | 13,3             | 18             | 0              | 24,6           | 42,5           | 40,5           | 94,2           | 3,9            | 0,8            | 0,3            | 0,2            | 12,8           |
| 2021/22 | Атланта       | 66               | 18               | 25,3             | 43,4             | 38,1             | 90,4             | 4,7              | 1,5              | 0,4              | 0,2              | 11,7             | 5              | 3              | 22,3           | 40,0           | 26,7           | 100,0          | 4,2            | 0,8            | 0,2            | 0,0            | 10,2           |
| 2023/24 | Вашингтон     | 26               | 0                | 14,8             | 43,5             | 31,3             | 83,9             | 2,9              | 1,2              | 0,2              | 0,1              | 7,0              | Не участвовал  | Не участвовал  | Не участвовал  | Не участвовал  | Не участвовал  | Не участвовал  | Не участвовал  | Не участвовал  | Не участвовал  | Не участвовал  | Не участвовал  |
| 2023/24 | Детройт       | 6                | 0                | 14,9             | 54,5             | 58,3             | 87,5             | 2,3              | 2,0              | 0,3              | 0,3              | 8,7              | Не участвовал  | Не участвовал  | Не участвовал  | Не участвовал  | Не участвовал  | Не участвовал  | Не участвовал  | Не участвовал  | Не участвовал  | Не участвовал  | Не участвовал  |
| 2023/24 | Милуоки       | 17               | 0                | 9,1              | 37,8             | 17,6             | 88,9             | 1,1              | 0,7              | 0,4              | 0,1              | 2,8              | 3              | 0              | 12,4           | 50,0           | 0,0            | 75,0           | 3,0            | 0,7            | 0,0            | 0,0            | 3,7            |
|         | Всего         | 777              | 563              | 28,8             | 42,8             | 38,1             | 87,6             | 4,7              | 1,9              | 0,7              | 0,3              | 14,9             | 51             | 28             | 26,9           | 39,6           | 33,8           | 89,7           | 4,5            | 1,4            | 0,6            | 0,2            | 13,2           |

### Статистика в других лигах
| Сезон | Команда             | Лига                | GP  | GS | MPG  | FG%  | 3P%  | FT%  | RPG | APG | SPG | BPG | PFL | TOV | PPG  |
| --- | ------------------- | ------------------- | --- | -- | ---- | ---- | ---- | ---- | --- | --- | --- | --- | --- | --- | ---- |
| 2005/06 | Олимпия (Милан)     | Евролига            | 1   | 0  | 2,3  | 0,0  | 0,0  | -    | 0,0 | 0,0 | 0,0 | 0,0 | 0,0 | 0,0 | 0,0  |
| 2006/07 | Олимпия (Милан)     | Чемпионат Италии    | 41  | 40 | 26,3 | 42,4 | 29,9 | 82,3 | 3,9 | 1,0 | 1,8 | 0,3 | 2,7 | 1,0 | 11,0 |
| 2007/08 | Все клубы           | Все лиги            | 49  | 48 | 33,9 | 45,9 | 38,4 | 83,6 | 5,5 | 1,4 | 1,8 | 0,4 | 2,6 | 1,8 | 17,0 |
| 2007/08 | Олимпия (Милан)     | Чемпионат Италии    | 37  | 36 | 34,5 | 47,3 | 40,5 | 85,0 | 5,9 | 1,4 | 1,9 | 0,4 | 2,6 | 1,9 | 17,6 |
| 2007/08 | Олимпия (Милан)     | Евролига            | 12  | 12 | 32,0 | 41,4 | 31,3 | 79,2 | 4,4 | 1,6 | 1,6 | 0,3 | 2,6 | 1,5 | 15,2 |
| 2011/12 | Все клубы           | Все лиги            | 15  | 3  | 24,7 | 41,1 | 25,5 | 79,8 | 5,0 | 1,4 | 1,1 | 0,5 | 1,9 | 1,6 | 13,5 |
| 2011/12 | Олимпия (Милан)     | Чемпионат Италии    | 8   | 1  | 21,5 | 40,3 | 22,7 | 88,9 | 5,4 | 1,6 | 1,4 | 0,5 | 1,0 | 1,5 | 10,9 |
| 2011/12 | Олимпия (Милан)     | Евролига            | 7   | 2  | 28,3 | 41,9 | 27,6 | 75,3 | 4,6 | 1,1 | 0,9 | 0,4 | 3,0 | 1,7 | 16,4 |
| Всего | Всего               | Всего               | 106 | 91 | 29,4 | 44,2 | 34,0 | 82,5 | 4,8 | 1,2 | 1,7 | 0,4 | 2,5 | 1,5 | 14,0 |
| В Евролиге | В Евролиге          | В Евролиге          | 20  | 14 | 29,2 | 41,3 | 29,5 | 77,2 | 4,3 | 1,4 | 1,3 | 0,4 | 2,6 | 1,5 | 14,9 |
| В чемпионате Италии | В чемпионате Италии | В чемпионате Италии | 86  | 77 | 29,4 | 44,9 | 35,2 | 84,1 | 4,9 | 1,2 | 1,8 | 0,4 | 2,5 | 1,5 | 13,9 |
| Наведите курсор мыши на аббревиатуры в заголовке таблицы, чтобы прочесть их расшифровку Статистика приведена с сайта basketball.realgm.com |                     |                     |     |    |      |      |      |      |     |     |     |     |     |     |      |